# Гельмут Штремпель
Гельмут Штремпель (нім. Helmuth Strempel; 26 травня 1905, Берлін — 13 серпня 1944, Латвія) — німецький штабний офіцер, оберст генштабу вермахту. Кавалер Німецького хреста в золоті.

## Нагороди
- Залізний хрест
  - 2-го класу (11 листопада 1939)
  - 1-го класу (15 червня 1940)
- Командор ордена Корони Румунії (27 лютого 1942) — «за важку працю, навички та рішучість офіцером зв'язку в штаб-квартирі армійського корпусу»
- Медаль «За зимову кампанію на Сході 1941/42» (22 серпня 1942)
- Німецький хрест в золоті (10 травня 1943) — як оберст генштабу 21-ї танкової дивізії.
- Кримський щит
- Нарукавна стрічка «Африка»